# American Idol
«American Idol» (с англ. — «Американский идол») — телешоу на телеканале FOX, основанное на популярном британском шоу Pop Idol. Смысл передачи — соревнование на звание лучшего начинающего исполнителя в США. На данный момент «American Idol» — крупнейшая франшиза в своей области и певческое шоу с самым высоким рейтингом в США.
Двое финалистов (победитель и вице-) получают контракт на продвижение и на запись альбома — это является обязательной частью пакета финалистов. Также часто контракт на запись получают участники, занявшие более низкие места, но это уже вне рамок конкурса.

## Краткий обзор
На шоу, которое ведёт Райан Сикрест, участники сначала прослушиваются тремя судьями (Саймон Коуэлл, Пола Абдул и Рэнди Джексон или судьями, заменяющими их) во всех городах США. Одна из самых популярных частей каждого сезона — начальные прослушивания претендентов на участие в American Idol перед судейской коллегией. Начинающие певцы часто оказываются перед интенсивной и уничижительной критикой от судей, особенно от Коуэлла, который может быть резким в своей критике. Некоторые представления достигли самостоятельной славы; например, работа второго альбома Мадонны «Like a Virgin» в исполнении Кит Беукелаер и исполнение Уильямом Хангом в третьем сезоне хита Рики Мартина «She Bangs».
Трое судей отбирают тридцать два полуфиналиста, которых приглашают в Голливуд участвовать в шоу.
В течение полуфинала эти 32 полуфиналиста разделены на четыре группы. Каждый соперник исполняет вживую выбранную им самим песню и получает критические замечания от судей, которые с этого момента только консультируют, без прямого влияния на результат. В эпизоде «следующая ночь» объявляются результаты общенационального голосования, и двое победителей голосования переходят в финал.
Зрители имеют два часа после передачи шоу в их часовом поясе, чтобы позвонить и проголосовать за их любимого претендента. Разрешается голосовать неограниченное количество раз за любого из конкурсантов.
Когда полуфинал закончен, есть этап раздачи wildcard. Каждый судья выбирает одного полуфиналиста, чтобы продвинуть его к заключительному раунду, и голосование аудитории студии определяет заключительную группу с wildcard, заканчивая выборы двенадцати финалистов.
В финале, который длится одиннадцать недель, каждый финалист исполняет вживую в прайм-тайм песню по теме недели (две песни в следующих раундах). Темами могут быть диско, биг-бенд музыка и «Billboard» хит № 1. Некоторые темы основаны на музыке, исполняемой определённым музыкантом, и финалисты имеют шанс работать с этим музыкантом во время подготовки. Например, финалистам доводилось работать с Барри Манилоу, Глорией Эстефан, и Элтоном Джоном.
Когда остаётся три финалиста, темы больше не используются. Вместо этого каждый соперник поёт три песни: одну по их собственному выбору, одну выбранную судьями, и одну выбранную звукозаписывающим магнатом Клайвом Дэвисом.
На эпизоде «следующая ночь» (прямой эфир), соперник с наименьшим количеством голосов отправляется домой. Этот процесс повторяется, пока не будет объявлен окончательный победитель.
Особенностью этого телеконкурса является то, что выступления самых слабых и бездарных исполнителей не игнорируются, а являются составной частью программы. В отличие от многих других конкурсов, выступления бездарных исполнителей в American Idol используются в качестве одного из основных развлекательных элементов.

## Судьи и ведущие

### Судьи
| Судья            | Сезон | Сезон | Сезон | Сезон | Сезон | Сезон | Сезон | Сезон | Сезон | Сезон | Сезон | Сезон | Сезон | Сезон | Сезон | Сезон |
| Судья            | 1     | 2     | 3     | 4     | 5     | 6     | 7     | 8     | 9     | 10    | 11    | 12    | 13    | 14    | 15    | 16    |
| ---------------- | ----- | ----- | ----- | ----- | ----- | ----- | ----- | ----- | ----- | ----- | ----- | ----- | ----- | ----- | ----- | ----- |
| Пола Абдул       |       |       |       |       |       |       |       |       |       |       |       |       |       |       |       |       |
| Саймон Коуэлл    |       |       |       |       |       |       |       |       |       |       |       |       |       |       |       |       |
| Ренди Джексон    |       |       |       |       |       |       |       |       |       |       |       |       |       |       |       |       |
| Кара Диогуарди   |       |       |       |       |       |       |       |       |       |       |       |       |       |       |       |       |
| Эллен Дедженерес |       |       |       |       |       |       |       |       |       |       |       |       |       |       |       |       |
| Стивен Тайлер    |       |       |       |       |       |       |       |       |       |       |       |       |       |       |       |       |
| Дженнифер Лопес  |       |       |       |       |       |       |       |       |       |       |       |       |       |       |       |       |
| Мэрайя Кэри      |       |       |       |       |       |       |       |       |       |       |       |       |       |       |       |       |
| Ники Минаж       |       |       |       |       |       |       |       |       |       |       |       |       |       |       |       |       |
| Кит Урбан        |       |       |       |       |       |       |       |       |       |       |       |       |       |       |       |       |
| Гарри Конник мл. |       |       |       |       |       |       |       |       |       |       |       |       |       |       |       |       |
| Кэти Перри       |       |       |       |       |       |       |       |       |       |       |       |       |       |       |       |       |
| Люк Брайан       |       |       |       |       |       |       |       |       |       |       |       |       |       |       |       |       |
| Лайонел Ричи     |       |       |       |       |       |       |       |       |       |       |       |       |       |       |       |       |

### Ведущие
Первый сезон был проведён Райаном Сикрестом и Брайаном Данклманом следуя формату Pop Idol, где шоу ведут два ведущих. После первого сезона Данклман ушёл, сделав Райана Сикреста единственным ведущим шоу начиная со второго сезона. Брайан Данклман вернулся в финале 15 сезона. Райан Сикрест вернётся в 16 сезоне.

## Общая структура шоу
Система отбора претендентов, формирования окончательного списка полуфиналистов, попадающих на живые выступления, и количество этих полу- и финалистов изменяется из года в год. В общем виде эта схема состоит из следующих этапов:
- прослушивания (предварительные и перед судьями) (Auditions) с выдачей «Золотых билетов в Голливуд» — жёлтый лист, на котором маркером указывают порядковый номер претендента;
- отбор в Голливуде (Hollywood week);
- отбор полуфиналистов (Green Mile);
- живые выступления (Live-show) с предварительным сокращением до 12-13 финалистов;

Судьи проводят отбор конкурсантов до живых выступлений, а дальше за своих фаворитов голосуют зрители. С каждым этапом количество претендентов сокращается. При этом сезоны имеют свои особенности:
- начиная с сезона 8 судьи получили возможность до Топ-5 «Сохранить» (Save) одного претендента, получившего минимальное количество голосов, во время живых выступлений, но это приводит к двойному отчислению после следующего эпизода;
- схема отбора финалистов так же варьируется — в некоторые сезоны полуфиналисты несколько недель выступали на «малой сцене» в небольшом зале, а в другие полуфиналисты имели только один шанс показать себя зрителям — 10 и 11 сезон зрители выбирают по пять лучших девушек и парней и судьи, по своему выбору, добавляли к ним ещё трёх конкурсантов, на основание ещё одного выступления (Wild Card round);
- с сезона 10 появился эпизод в Лас-Вегасе (Las Vegas round), где претенденты проходят ещё одно испытание групповым выступлением;
- в сезоне 10 так же было существенно (в два раза примерно) увеличено количество претендентов, получивших золотой билет.

## Сезоны

### Первый сезон
В первом сезоне шоу также вели Сикрест и Брайен Данклеман. Победительницей стала Келли Кларксон, Джастин Гуарини занял второе место. Тамира Грэй выбыла за неделю до финала.

### Второй сезон
Во втором сезоне (вёл его только Сикрест) Рубен Стаддард победил Клэя Эйкена в последней стычке. Из 24 миллионов голосов, Стаддард обогнал Эйкена только на 130,000 голосов, и есть сомнения в истинности результатов голосования, так как Эйкен имеет большую популярность.
| Дата      | Тема               | Приглашённые судьи | Таблица участников       | Таблица участников    | Таблица участников |
| 11 марта  | Мотаун             | Ламон Дозиер       | Ванесса Оливарез         | Кимберли Лок          | Джулия ДеМато      |
| 18 марта  | Песни из фильмов   | Глэдис Найт        | Чарльз Гризби            | Джулия ДеМато (2)     | Кори Кларк         |
| 25 марта  | Кантри             | Оливия Ньютон-Джон | Джулия ДеМато (3)        | Кимберли Калдвелл     | Рики Смит          |
| 1 апреля  | Диско              | Вердин Уайт        | Кори Кларк (устранённый) |                       |                    |
| 8 апреля  | Billboard#1 Hits   | Лайонел Ричи       | Рики Смит (2)            | Кимберли Калдвелл (2) | Кимберли Лок (2)   |
| 15 апреля | Билли Джоул        | Смоки Робинсон     | Кимберли Калдвелл (3)    | Кармен Расмусен       | Тренис             |
| 22 апреля | Песни Дайан Уоррен | Дайан Уоррен       | Кармен Расмусен (2)      | Тренис (2)            | Джошуа Грэйсин     |
| 29 апреля | Песни Нила Седака  | Нил Седака         | Тренис (3)               | Рубен Стаддард        |                    |
| 6 мая     | Песни Bee Gees     | Робин Гибб         | Джошуа Грэйсин (2)       | Кимберли Лок (3)      |                    |
| 13 мая    |                    |                    | Кимберли Лок (4)         |                       |                    |
| 20 мая    |                    | Пол Анка           | Рубен Стаддард           | Клэй Эйкен            |                    |

### Третий сезон
Третий сезон American Idol начался 19 января 2004. После общенационального голосования, Фантейжа Баррино была названа очередным Американским идолом более чем 65 миллионов голосами. Диана ДеГармо получила второе место.
| Дата      | Тема             | Приглашённые судьи         | Таблица участников   | Таблица участников   | Таблица участников   |
| 17 марта  | Соул             |                            | Леа Лабель           | Эми Адамс            | Дженнифер Хадсон     |
| 24 марта  | Кантри           |                            | Маттью Роджерс       | Камиль Веласко       | Диана ДеГармо        |
| 31 марта  | Мотаун           | Ник Эшфорд, Валери Симпсон | Эми Адамс (2)        | Дженнифер Хадсон (2) | ЛаТоя Лондон         |
| 7 апреля  | Элтон Джон       |                            | Джасмин Трияс        | Камиль Веласко (2)   | Диана ДеГармо (2)    |
| 15 апреля | Песни из фильмов | Квентин Тарантино          | Джон Питер Льюис     | Диана ДеГармо (3)    | Джон Стивенс         |
| 21 апреля | Барри Манилоу    | Барри Манилоу              | Фантейжа Баррино     | ЛаТоя Лондон (2)     | Дженнифер Хадсон (3) |
| 28 апреля | Глория Эстефан   | Глория Эстефан             | Джон Стивенс (2)     | Джасмин Трияс (2)    | Джордж Хафф          |
| 5 мая     | Биг-бенд         |                            | Джордж Хафф (2)      | Джасмин Трияс (3)    |                      |
| 12 мая    | Диско            | Донна Саммер               | Фантейжа Баррино (2) | ЛаТоя Лондон (3)     |                      |
| 19 мая    |                  | Клайв Дэвис                | Джасмин Трияс (4)    |                      |                      |
| 26 мая    |                  | Пол Анка                   | Фантейжа Баррино     | Диана ДеГармо        |                      |

### Четвёртый сезон
| Дата      | Этап третий | Этап третий         | Этап третий         | Этап третий         |
| 16 марта  |             | Линдсей Кардинал    | Микала Гордон       | Джессика Сиерра     |
| 23 марта  |             | Микала Гордон (2)   | Надиа Тернер        | Энтони Фёдоров      |
| 30 марта  |             | Джессика Сиерра (2) | Анвар Робинсон      | Надиа Тернер (2)    |
| 6 апреля  |             | Никко Смит          | Скотт Савол         | Вонзелл Соломон     |
| 13 апреля |             | Надиа Тернер (3)    | Бо Байс             | Скотт Савол (2)     |
| 20 апреля |             | Анвар Робинсон (2)  | Энтони Фёдоров (2)  | Скотт Савол (3)     |
| 27 апреля |             | Константин Марулис  | Энтони Фёдоров (3)  | Вонзелл Соломон (2) |
|           |             | Этап второй         |                     |                     |
| 4 мая     |             | Скотт Савол (4)     | Энтони Фёдоров (4)  |                     |
| 11 мая    |             | Энтони Фёдоров (5)  | Вонзелл Соломон (3) |                     |
|           |             | Финал               |                     |                     |
| 18 мая    |             | Вонзелл Соломон (4) |                     |                     |
| 25 мая    |             | Бо Байс (2)         | Кэрри Андервуд      |                     |

### Пятый сезон
Победителем пятого сезона American Idol стал Тэйлор Хикс, финалисткой — Кэтрин Макфи.

### Шестой сезон
Шестой сезон American Idol начался во вторник, 16 января 2007 года. Премьерная серия сезона собрала огромную аудиторию в 37,7 миллиона зрителей, достигнув к последним 30 минутам отметки в 41 миллион зрителей.
Наставницей конкурсантов была легендарная Дайана Росс. Джордин Спаркс была объявлена победителем 23 мая 2007, в 10:05 по EST, набрав 74 миллиона голосов в финале против финалиста Блейка Льюиса.

### Седьмой сезон
Победителем седьмого сезона American Idol стал Дэвид Кук, финалистом — Дэвид Арчулета.

### Восьмой сезон
Победителем восьмого сезона American Idol стал Крис Аллен, финалистом — Адам Ламберт.
В этом сезоне впервые было четверо постоянных членов жюри и впервые появилось и было использовано «Сохранение» в течение финальных эпизодов.

### Девятый сезон
Победителем девятого сезона American Idol стал Ли ДеВайз, финалистом — Кристал Бауерсокс.

### Одиннадцатый сезон
Победителем одиннадцатого сезона American Idol стал Филлип Филлипс, финалистом — Джессика Санчес.

### Двенадцатый сезон
Премьера состоялась 16 января 2013 года. Участников оценивали Рэнди Джексон, Марайа Кэри, Китом Урбаном и Ники Минаж. Победитель Кэндис Гловер, финалист — Кри Харрисон.

### Тринадцатый сезон
Премьера состоялась 15 января 2014 года. Победителем сезона стал — Caleb Johnson. Финалист — Jena Irene.

### Четырнадцатый сезон
Премьера состоялась 7 января 2015 года. Победителем сезона стал — Nick Fradiani. Финалист — Clark Beckham.

### Пятнадцатый сезон
11 мая 2015 года FOX объявил, что пятнадцатый сезон станет последним. Премьера сезона состоялась 6 января 2016 года. Победителем сезона стал — Trent Harmon. Финалист — La’Porsha Renae.

### Шестнадцатый сезон
В мае 2017 года было объявлено, что шоу вернётся в 2018 году на канале ABC. Райан Сикрест вернулся в роли ведущего. Судьями стали легендарная Кэти Перри, Люк Брайан и Лайонел Ричи. Премьера сезона состоялась 11 марта 2018 года. Победителем сезона стала Мэдди Поппе.

### Девятнадцатый сезон
23 мая 2021 года победителем 19-го сезона стал американский кантри-певец и автор-исполнитель Чейс Бекхэм.

## Франшиза American Idol в России
По MTV Russia, на данный момент, показывали три сезона American Idol — восьмой, девятый и одиннадцатый.
Так же на российском телевидение есть своя версия данного телешоу — Народный Артист, который выходил на телеканале Россия.
Чаще всего в странах бывшего СССР с выступлениями бывает Адам Ламберт (2 место сезона 8). Осенью 2012, во время своего тура, в Москве выступила группа «Дотри», лидер Крис Дотри (4 место сезона 5).